# 笠松春まつり
笠松春まつり（かさまつはるまつり）とは、岐阜県羽島郡笠松町で行われる祭りである。毎年3月下旬～4月上旬に行われる。

## 開催場所
それぞれのイベントにより開催場所は異なるが、最寄り駅は全て名鉄名古屋本線 笠松駅となる。
無料駐車場あり。

## 概況
主な内容（変更される可能性もあるが、基本的には以下のとおり）
1. 奈良津堤の桜ライトアップ：3月下旬～4月上旬に開催。
2. 笠松陣屋市：4月第2土曜日、本町通りで開催。フリーマーケット、屋台等。
3. 宵まつり：4月第2土曜日、産霊神社境内で開催。舞台イベント、屋台等。
4. 本まつり：4月第2日曜日、本町通りで開催。笠松清流太鼓、大名行列お奴等。